# Францишка ван Альмсік
Францишка ван Альмсік  (нім. Franziska van Almsick; 5 квітня 1978) — німецька плавчиня, десятиразова призерка Олімпійських ігор, багаторазова чемпіонка світу і Європи, ексрекордсменка світу на дистанціях 50, 100 і 200 метрів вільним стилем на «короткій воді» і 200 м на «довгій воді», а також в естафеті 4 × 100 м вільним стилем на «довгій воді» у складі збірної Німеччини. Спеціалізувалася в плаванні вільним стилем на дистанціях від 50 до 400 метрів, а також виступала в батерфляї. Одна з найсильніших плавчинь світу вільним стилем впродовж 1990-х і на початку 2000-х років.

## Життєпис і досягнення
Ван Альмсік є володаркою найбільшої кількості олімпійських нагород серед тих, хто ніколи не вигравав олімпійське золото, а також найбільшої кількості срібних і бронзових нагород в сумі серед всіх спортсменів. Ван Альмсік ділить рекорд з найбільшої кількості олімпійських бронзових нагород в історії (по 6) з фінським лижником Харрі Кірвесньємі, фінським гімнастом Хейккі Саволайненом, російським гімнастом Олексієм Немовим і ямайської бігункою Мерлін Отті. Крім того, ван Альмсік є єдиним плавцем не з США, кому вдалося виграти 10 олімпійських нагород. На 4 Олімпіадах поспіль ван Альмсік вигравала медалі (3 — в особистих дисциплінах і 7 — в естафетах), але так жодного разу і не зуміла піднятися на вищий щабель олімпійського п'єдесталу. Крім 10 медалей німкеня на Олімпійських іграх ще тричі займала 4-ті місця (всі — в естафетах) і двічі — п'яті.
Двічі Францишка була близькою до золота на дистанції 200 м вільним стилем: в 1992 року в Барселоні 14-річна німкеня лише 0,10 сек поступилася на фініші американці Ніколь Хайслетт, а через 4 роки на іграх в Атланті Францишка програла костаріканці Клаудії Полл 0,41 сек.
На відміну від Олімпійських ігор, на чемпіонатах Європи на «довгій воді» ван Альмсік завоювала величезну кількість золотих нагород. 1993 року в Шеффілді німкеня стала 6-разовою чемпіонкою, через 2 роки у Відні виграла ще 5 золотих медалей, 1999 року в Стамбулі стала дворазовою чемпіонкою, а через 3 роки в рідному Берліні виграла ще 5 золотих нагород. На рахунку ван Альмсік також 4 золоті нагороди чемпіонатів Європи на «короткій воді» в 1992 і 1998 роках.
На чемпіонатах світу на «довгій воді» на рахунку Францишки 2 золота: в 1994 року в Римі на дистанції 200 метрів вільним стилем і в 1998 року в Перті в естафеті 4 × 200 м вільним стилем. Крім того вона виграла на чемпіонатах світу ще 2 срібла і 2 бронзи.
Світовий рекорд на дистанції 200 метрів вільним стилем на «довгій воді» Францишка утримувала понад 12,5 років — з 6 вересня 1994 року по 27 березня 2007 року, поки його не перевершила італійка Федеріка Пеллегріні.
Тричі Францишку визнавали найкращою спортсменкою Німеччини (1993, 1995 і 2002), тричі найкращою плавчинею Європи (1993, 1994 і 2002) і один раз (1993) найкращою плавчинею світу.
7 січня 2007 року народила сина.

## Виступи на Олімпіадах
| Олімпіада      | Дисципліна                            | Місце   |
| -------------- | ------------------------------------- | ------- |
| Барселона 1992 | плавання на 50 метрів вільним стилем  | AC r2/2 |
| Барселона 1992 | плавання на 100 метрів вільним стилем | 3       |
| Барселона 1992 | плавання на 200 метрів вільним стилем | 2       |
| Барселона 1992 | естафета 4 × 100 вільним стилем       | 3       |
| Барселона 1992 | плавання на 100 метрів, батерфляй     | 7       |
| Барселона 1992 | комплексна естафета 4 × 100           | 2       |
| Атланта 1996   | плавання на 100 метрів вільним стилем | 5       |
| Атланта 1996   | плавання на 200 метрів вільним стилем | 2       |
| Атланта 1996   | естафета 4 × 100 вільним стилем       | 3       |
| Атланта 1996   | естафета 4 × 200 вільним стилем       | 2       |
| Атланта 1996   | комплексна естафета 4 × 100           | 6       |
| Сідней 2000    | плавання на 200 метрів вільним стилем | 11      |
| Сідней 2000    | естафета 4 × 100 вільним стилем       | 4       |
| Сідней 2000    | естафета 4 × 200 вільним стилем       | 3       |
| Сідней 2000    | плавання на 100 метрів, батерфляй     | 17      |
| Сідней 2000    | плавання на 200 метрів, батерфляй     | 28      |
| Сідней 2000    | комплексна естафета 4 × 100           | 4       |
| Афіни 2004     | плавання на 100 метрів вільним стилем | 17      |
| Афіни 2004     | плавання на 200 метрів вільним стилем | 5       |
| Афіни 2004     | естафета 4 × 100 вільним стилем       | 4       |
| Афіни 2004     | естафета 4 × 200 вільним стилем       | 3       |
| Афіни 2004     | плавання на 100 метрів, батерфляй     | 17      |
| Афіни 2004     | комплексна естафета 4 × 100           | 3       |